# Zigula (langue)
Pour les articles homonymes, voir Zigula.
Le zigula, ou zigua, est une langue bantoue parlée par la population zigua en Tanzanie, ainsi qu’en Somalie où elle est appelée mushunguli.